# Staatsanwaltschaft Augsburg

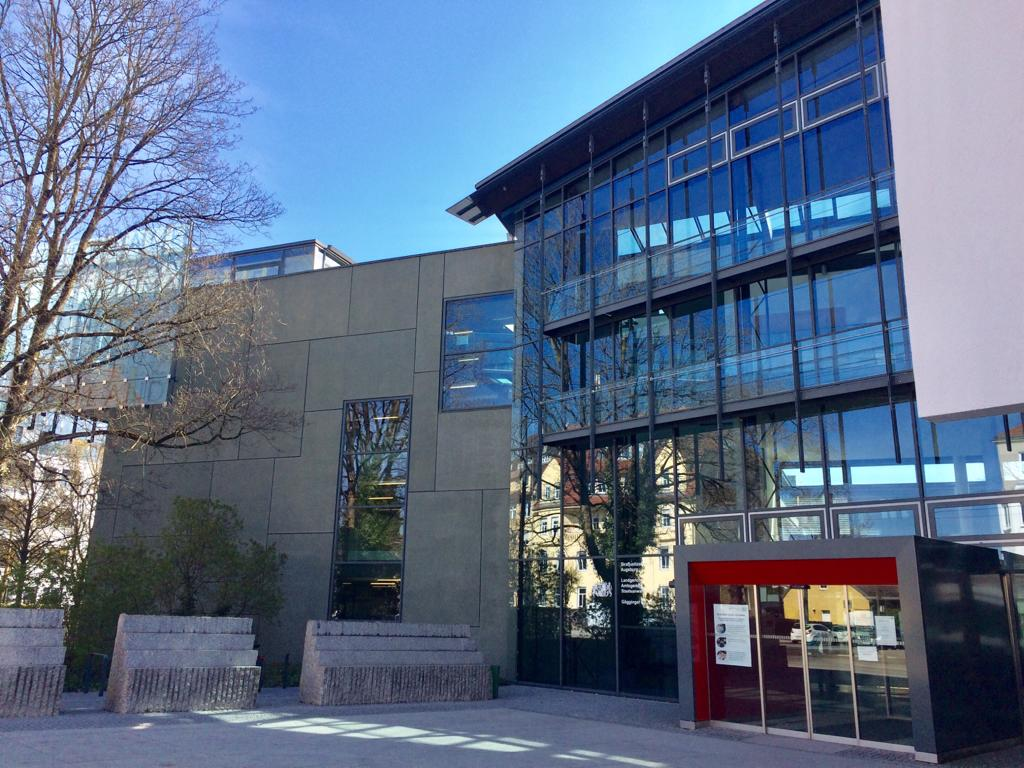
Strafjustizzentrum Augsburg

Die Staatsanwaltschaft Augsburg ist eine Strafverfolgungs- und Vollstreckungsbehörde des Freistaats Bayern. Die Behörde hat ihren Sitz in Augsburg im Strafjustizzentrum in der Gögginger Str. 101. Sie ist die drittgrößte der 22 Staatsanwaltschaften in Bayern.

## Zuständigkeit
Die Staatsanwaltschaft Augsburg ist für die Bearbeitung aller Strafsachen im Landgerichtsbezirk Augsburg zuständig. Dieser umfasst neben der Stadt Augsburg die Landkreise Aichach-Friedberg, Augsburg, Dillingen an der Donau, Landsberg am Lech und Donau-Ries. Für die Strafvollstreckung nach rechtskräftigem Abschluss eines Strafverfahrens ist die Staatsanwaltschaft ebenfalls zuständig. Hierzu gehört auch die Bearbeitung von Gnadensachen.
Die übergeordnete Behörde ist die Generalstaatsanwaltschaft München.

## Organisation
Die Staatsanwaltschaft hat 185 Mitarbeiter (Stand 2013), darunter
- 5 Oberstaatsanwälte
- 45 Staatsanwälte
- 25 Rechtspfleger

## Nimbus besonderer Strenge
Die Staatsanwaltschaft Augsburg hat in Juristenkreisen den Ruf, Straftaten im Allgemeinen besonders streng und konsequent zu verfolgen. Sie fordert meist vor Gericht, ein besonders hohes Strafmaß gegen den Beschuldigten zu verhängen.

## Öffentliche Kritik an der Arbeitsweise
Die Augsburger Staatsanwaltschaft sieht sich besonderer öffentlicher Kritik ausgesetzt. Sie war mit mehreren spektakulären Fällen befasst, die in der Bevölkerung oftmals den Eindruck erweckten, dass die Behörde nicht objektiv arbeite. Es kam zu einigen dubiosen Vorgängen. Der Staatsanwaltschaft Augsburg wird vorgeworfen, sich von den Interessen politischer Parteien, insbesondere von der CSU, beeinflussen zu lassen und demzufolge in manchen Fällen besonders eifrig (z. B. gegen Kritiker), in anderen aber überhaupt nicht zu ermitteln (bzw. Verfahren zu Unrecht einzustellen), je nach politischer Vernetzung des Betroffenen. Dieser vermeintliche Nepotismus (bzw. Klüngel / Amigo-Wirtschaft) wäre ein Verstoß gegen den Gleichheitsgrundsatz in Art. 3 Grundgesetz. Besondere Bekanntheit erreichten dahingehend die folgenden Fälle:
- 1996: Bei Ermittlungen gegen Max Strauß, den Sohn des früheren Bayerischen Ministerpräsidenten Franz Josef Strauß, wegen Steuerhinterziehung in Millionenhöhe, war Max Strauß vor der Durchsuchung seiner Münchner Wohnung gewarnt worden. Eine bei der Durchsuchung sichergestellte Festplatte war laut eigener Darstellung unmittelbar vorher von einem Computervirus befallen und gelöscht worden. Als die Staatsanwaltschaft Augsburg sie später weiter untersuchen lassen wollte, war diese angeblich nicht mehr auffindbar, ebenso die gleichfalls beschlagnahmten Datensicherungsbänder. Die Oppositionsparteien im Bayerischen Landtag sprachen offen davon, dass hier ja offenkundig absichtlich Beweismittel beiseite geschafft wurden.[5][6]

- 2000: CDU-Parteispendenskandal / CDU-Spendenaffäre, Verfahren gegen Walther Leisler Kiep, Karlheinz Schreiber und Jürgen Maßmann. Es wurde der Vorwurf erhoben, dass Ermittlungen seitens der Staatsanwaltschaft behindert wurden. Überdies hatte die Staatsanwaltschaft in jener Sache eine Geheimakte angelegt. Der äußerst engagiert ermittelnde Staatsanwalt Winfried Maier wurde plötzlich von dem Fall abgezogen und wechselte sodann, auf massiven Druck hin, vom Staatsanwalt- in den Richterdienst.[7] Der ebenfalls in dem Fall sehr engagiert ermittelnde Augsburger Oberstaatsanwalt Jörg Hillinger verunglückte während der Ermittlungen im Jahre 1999 bei einem Autounfall tödlich, was Vermutungen hervorrief, wonach dieser durch einen herbeigeführten Unfall ermordet worden sein könnte.[8] Wenige Wochen zuvor hatte Hillinger den Amtschef des bayerischen Justizministeriums Wolfgang Held (CSU) bezichtigt, er habe Ermittlungsergebnisse an die Bayerische Staatsregierung weitergegeben. Zudem hatte er in den Wochen vor seinem Tod geäußert, dass er von dem Münchner Generalstaatsanwalt Hermann Froschauer (CSU) bei seinen Ermittlungen immer wieder durch nicht nachvollziehbare Weisungen behindert worden war.[8]

- 2006: Die Staatsanwaltschaft Augsburg ist in die Schottdorf-Affäre verwickelt.[9] Der später wegen Korruption und Geldwäsche verurteilte Augsburger Ex-Staatsanwalt Uwe Huchel[10] hatte vor 2006 Strafverfahren gegen den Labor-Arzt Bernhard Schottdorf eingestellt. Die wiederaufgenommenen Verfahren wurden dem zuständigen Münchner Korruptions-Staatsanwalt nach über zweijähriger Ermittlungsarbeit wegen angeblicher Unzuständigkeit entzogen und der Staatsanwaltschaft Augsburg übertragen. Die Verfahren gegen Schottdorf wurden von dieser daraufhin umgehend eingestellt.[11][12][13] Bernhard Schottdorf ließ sich von den Rechtsanwälten Peter Gauweiler und Hermann Leeb vertreten; beide sind ehemalige bayerische CSU-Minister.

- 2008: Der Speditionskaufmann Uwe N. zeigte Polizeibeamte wegen Misshandlungen an. Fest steht, dass die Polizei, nachdem am 19. Juli 2008 ein Notruf bei ihr eingegangen war, irrtümlich zur falschen Adresse gefahren war, nämlich zu der von Uwe N. Dieser behauptet, er sei von den Polizisten daraufhin grundlos verprügelt und gequält worden. Er war zu jenem Zeitpunkt frisch an der Schulter operiert und habe bei dem Einsatz vor Schmerzen laut geschrien. Das Verfahren gegen die Polizisten wurde eingestellt. Hingegen klagte die Staatsanwaltschaft Augsburg dann Uwe N. wegen angeblicher Falscher Verdächtigung an. Dass er daraufhin in erster Instanz freigesprochen wurde, hinderte die Staatsanwaltschaft nicht daran, weiter gegen ihn vorzugehen. Doch auch in der Berufungsinstanz wurde Uwe N. erneut freigesprochen.[14]

- 2009: Die Staatsanwaltschaft Augsburg beantragte einen Durchsuchungsbeschluss, weil ein Bürger im Internet zwei MP3-Dateien im Wert von jeweils 1,29 Euro illegal heruntergeladen hatte. In der Begründung heißt es „Die Staatsanwaltschaft bejaht ein besonderes öffentliches Interesse an der Strafverfolgung“ sowie „Die Beschlagnahme steht in angemessenem Verhältnis zur Schwere der Tat und zur Stärke des Tatverdachtes und ist für die Ermittlungen notwendig“.[15]

- 2009: Der Augsburger Ex-Staatsanwalt Uwe Huchel hatte die Geldbuße eines Anlagebetrügers auf eine Stiftung einzahlen lassen, die auf den Namen seiner Mutter eingetragen war. Zudem hatte der Laborunternehmer Bernd Schottdorf Huchel Geld geliehen. Schottdorf wurde deswegen verdächtigt, dass er an den Staatsanwalt Bestechungsgelder gezahlt habe. Denn Huchel hatte als Staatsanwalt auch die anonymen Anzeigen gegen Schottdorf bearbeitet (vgl. Schottdorf-Affäre), eine Bestechung war jedoch nicht nachzuweisen. Es blieb somit nur beim Vorwurf der Vorteilsgewährung. Schottdorf akzeptierte dazu einen Strafbefehl von 90 Tagessätzen in Höhe von je 5000 Euro, mithin eine Geldstrafe von 450 000 Euro.[16][17] Das aus dem Vorgang resultierende Verfahren gegen den Staatsanwalt Uwe Huchel wurde unter kuriosen Umständen beendet. In einem Prozess, der kurzfristig anberaumt und nicht öffentlich angekündigt worden war, verurteilte ihn das Landgericht München I zu drei Jahren und drei Monaten Haft, wegen Geldwäsche, Betrugs und Vorteilsannahme.[10] Der Vorwurf der Rechtsbeugung wurde von der Staatsanwaltschaft hingegen fallen gelassen, laut Aussage des ermittelnden LKA-Beamten auf Weisung der Bayerischen Justizministerin Beate Merk und der Generalstaatsanwaltschaft München.[2] Uwe Huchel wurde als Staatsanwalt aus dem Dienst entfernt.

- 2010: Ein Staatsanwalt der Staatsanwaltschaft Augsburg schrieb wörtlich in eine Anklageschrift den Satz „Dem angeschuldigten Arschloch ist ein Pflichtverteidiger zu bestellen“.[18]

- 2011: Anklage gegen den Strafverteidiger und TV-Darsteller Stephan Lucas (Sat.1-Gerichtsshow Richter Alexander Hold) sowie späterer Freispruch. Lucas sollte nach Einschätzung des Verbands Deutscher Strafverteidiger dadurch offensichtlich mundtot gemacht werden.[19][20]

- 2012: Unter der Überschrift „Die merkwürdige Logik des Landgerichts Augsburg in Sachen Untersuchungshaft“ hatte der Strafverteidiger Rainer Pohlen in einem Internet-Blog, unter Weglassung des Rubrums und der Namen der beteiligten Firmen (also in anonymisierter Form), aus einem Haftbeschwerde-Beschluss des Landgerichts Augsburg zitiert und diesen inhaltlich kritisiert. Tatsächlich war der Beschluss und der zugrunde liegende Haftbefehl dann auch im Rahmen der weiteren Beschwerde vom Oberlandesgericht München aufgehoben worden, so dass der Beschuldigte im Ergebnis aus der Untersuchungshaft entlassen wurde. Wegen dieses Blogbeitrags leitete die Staatsanwaltschaft Augsburg ein Ermittlungsverfahren gegen Pohlen ein. Der Vorwurf lautete auf Verbotene Mitteilungen über Gerichtsverhandlungen (§ 353d StGB).[21]

- 2013: Weil sich der CSU-Politiker und Ordnungsreferent der Stadt Augsburg, Volker Ullrich, von einem Nutzer des Online-Meinungsforums der Augsburger Allgemeinen Zeitung beleidigt fühlte, forderte er von der Zeitungs-Redaktion die Herausgabe des Klarnamens bzw. der Verbindungsdaten (IP-Adresse) des Nutzers. Die betreffende Äußerung in dem Forum lautete: Dieser Ullrich verbietet sogar erwachsenen Männern ihr Feierabendbier ab 20.00 Uhr, indem er geltendes Recht beugt und Betreiber massiv bedroht. Damit hatte der Foren-Nutzer kritisiert, dass Ullrich gegen den Verkauf von Alkohol an Tankstellen nach 20 Uhr vorgegangen war. Die Staatsanwaltschaft beantragte einen Durchsuchungsbeschluss für die Redaktionsräume der Zeitung, der von einer Ermittlungsrichterin am Amtsgericht Augsburg erlassen wurde. Die Aktion wurde unter anderem vom Bayerischen Journalisten-Verband als völlig überzogen kritisiert. Es sei damit die Pressefreiheit und das Grundrecht auf Freie Meinungsäußerung ausgehebelt worden. Überdies hätte die betreffende Foren-Äußerung gar keinen strafrechtlichen Gehalt, da diese erkennbar eine reine Meinungsäußerung gewesen sei. Im Nachhinein wurde der Erlass des Durchsuchungsbeschlusses, auf eine Beschwerde der Zeitung hin, vom Landgericht Augsburg als rechtswidrig tituliert. Das Landgericht bemängelte, dass dem Durchsuchungsbeschluss die Rechtsgrundlage fehle, denn die Äußerung des Users, durch die sich der Ordnungsreferent beleidigt fühlte, sei bei einer Gesamtbetrachtung eindeutig als nicht strafbar anzusehen.[22][23]

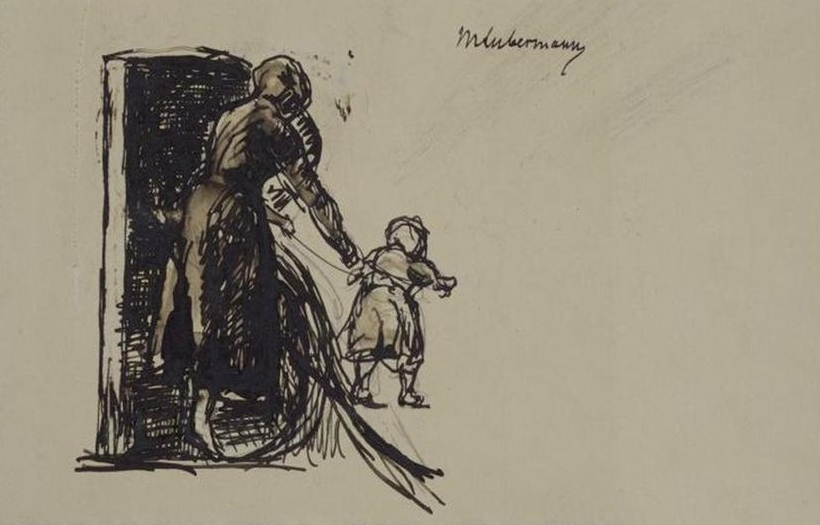
Max Liebermann: Frau mit Kind von hinten, veröffentlicht durch die Staatsanwaltschaft Augsburg

- 2013: Beim Auffinden von NS-Raubkunst in München (Bestand von 1280 Kunstwerken aus dem Besitz von Cornelius Gurlitt, siehe Schwabinger Kunstfund) wurde die Vorgehensweise der Staatsanwaltschaft Augsburg kritisiert,[24] beispielsweise die Beschlagnahme der Sammlung Gurlitt,[25] oder die fehlende Anklage trotz Ermittlungen seit 20 Monaten[26][27]

- 2013: Die Staatsanwaltschaft Augsburg entschied, keine Ermittlungen gegen den Facharzt für Forensische Psychiatrie Klaus Leipziger und den Amtsrichter Armin Eberl einzuleiten. Gegen Leipziger und Amtsrichter Eberl hatte der Rechtsanwalt Gerhard Strate, der das Justizirrtum-Opfer Gustl Mollath vertritt, im Januar 2013 eine Strafanzeige wegen des Verdachts der schweren Freiheitsberaubung gestellt. Diese Entscheidung („kein Ermittlungsverfahren“) wurde in der juristischen Fachwelt sehr kritisiert.[28]

- 2014: Der RTL-Reporter Wolfram Kuhnigk hatte mit einer versteckten Kamera gefilmt, wie Eltern aus der fundamental-christlichen Sekte Zwölf Stämme ihre Kinder in einem verdunkelten Raum mit Ruten und Rohrstöcken auf das Gesäß schlugen. Er stellte diese Aufnahmen den Behörden zur Verfügung. Daraufhin wurde allen Eltern vorläufig das Sorgerecht entzogen. Die Kinder wurden an Pflegeeltern und Kinderheime übergeben. Gegen den Enthüllungsjournalisten Wolfram Kuhnigk wurde hingegen von der Staatsanwaltschaft Augsburg ein Ermittlungsverfahren wegen Verletzung der Vertraulichkeit des Wortes eingeleitet.[29] Das Verfahren wurde später eingestellt.

- 2014: Der Staatsanwaltschaft Augsburg wurde vorgeworfen, dass hunderte betrügerischer Ärzte straffrei blieben, weil die Staatsanwaltschaft die Verfahren durch Untätigkeit verjähren ließ, obwohl einer der beschuldigten Ärzte in einem Pilotverfahren rechtskräftig wegen Betrugs verurteilt worden war. Es ging dabei um die Abrechnungspraxis im Zusammenhang mit dem Augsburger Labor Schottdorf (Schottdorf-Affäre). Dabei sollen ferner die ermittelnden Beamten des Landeskriminalamtes bewusst ausgebremst worden sein. Es soll ihnen verboten worden sein, weitere Durchsuchungsbeschlüsse zu erwirken. Letztlich wurde sogar gegen die betreffenden Kriminalhauptkommissare wegen angeblicher Verfolgung Unschuldiger ermittelt.[30] Der Fall hatte die Einsetzung eines Untersuchungsausschusses im Bayerischen Landtag zur Folge.[2][31] Der „Untersuchungsausschuss Labor“ vernahm zahlreiche Zeugen an insgesamt 41 Sitzungstagen, konnte jedoch keine Beweise für politische Einflussnahme auf das Verfahren finden.[32][33]

- 2017: Die Staatsanwaltschaft Augsburg ermittelte und beantragte Durchsuchungsbeschlüsse aufgrund eines anonymen, datumslosen Schreibens. Der zuständige Ermittlungsrichter wies dies jedoch zurück. Die Beschwerde der Staatsanwaltschaft vor dem Landgericht Augsburg wurde aufgrund der nichtssagenden Angaben und der damit fehlenden objektiven Erkenntnisse verworfen.[34]

- 2018 wurden Ermittlungen in einer als Goldfinger bezeichneten Steuerstrafsache bekannt. Die StA Augsburg ging gegen zwei Steuerberater und Rechtsanwälte vor und ermittelte gegen insgesamt über 110 Personen wegen eines Steuersparmodells, das der Bundesfinanzhof bereits 2017 als zulässig erachtet hatte. Die Ermittlungen führten zu Untersuchungshaft und der Auflösung der gemeinsamen Kanzlei der beiden Beschuldigten. Das Strafverfahren wurde nach wenigen Verhandlungstagen durch den Vorsitzenden Richter als „Ressourcenverschwendung“ bezeichnet, zu einer Einstellung nach 153 II StPO kam es jedoch erst im Januar 2021. Gegen die leitende Staatsanwältin wird wegen der Sicherstellung von besonders geschützten Kanzleiunterlagen wegen Verstößen gegen das Geschäftsgeheimnisgesetz ermittelt, ein Anspruch auf Staatshaftung wurde dem Grundsatz nach als berechtigt anerkannt.[35] Ende 2021 berechneten die Anwälte der ehemals Beschuldigten Ansprüche in Höhe von bis zu 100 Mio. EUR gegen den Freistaat Bayern.[36]

- 2020 ließ die Staatsanwaltschaft Augsburg, Abteilung „Staatsschutz“, das Zimmer einer 15-jährigen Schülerin durchsuchen, fünf Monate nach einer konsumkritischen Sprühkreide-Aktion, mit der Begründung „Gefahr im Verzug“. Sie erlitt dadurch eine posttraumatische Belastungsstörung (PTBS). Das Verfahren wurde später still eingestellt[37][38]. 2022 ließ ebenfalls der Augsburger „Staatsschutz“ die Wohnung eines 26-jährigen Mathematik-Studenten durchsuchen. Er hatte auf Facebook unter seinem vollen Namen einen Link zu einem Zeitungsfoto des Hamburger Pimmelgate-Skandals gepostet und dies nicht bestritten[39][40]. Das Verfahren wurde 2024 eingestellt. 2022 bekam eine Augsburgerin als Versammlungsleiterin einen Strafbefehl über 1.200 Euro auf Betreiben der Abteilung „Staatsschutz“, weil sie zwei Musikstücke abgespielt hat, die der Ordnungsbehörde missfielen. Der Vorwurf: Abspielen zu Unterhaltungszwecken und Aufruf zu Gewalt und Störung des öffentlichen Friedens. Das Verfahren wurde vom Augsburger Amtsgericht eingestellt[41]. Alle drei Sachverhalte erregten bundesweit Aufmerksamkeit und werden überwiegend als „überzogen“ rezipiert.

- 2023 wurde der Staatsanwaltschaft Augsburg der Bericht einer Ärztin aus der JVA Gablingen weitergeleitet, es sei zu menschenunwürdigen Behandlungen in Besonders gesicherten Haftzellen (BgH) gekommen. Die Staatsanwaltschaft sah von der Einleitung eines Ermittlungsverfahrens mangels ausreichender tatsächlicher Anhaltspunkte für Straftaten ab. Erst Ende 2024 wurden einige Mitarbeiter der Vollzugsanstalt vom bayerischen Justizministerium suspendiert.[42] Strafrechtler Henning Müller und Michael Kubiciel üben daraufhin Kritik an der Staatsanwaltschaft Augsburg, da sie zu spät einschreiten würde und nach einem Jahr die Gefahr eines Beweisverlustes natürlich sehr groß sei und dass am Ende nur noch Aussage gegen Aussage stehen könnte.[43]

## Weitere prominente Fälle
- 1981: Entführung von Ursula Herrmann
- 1996: Entführung, sexueller Missbrauch und Mord an der 7-jährigen Natalie Astner aus Epfach[44]
- 2000: Verfahren wegen betrügerischer Anleger-Falschinformation zum Zwecke des Insiderhandels bei der Firma Infomatec
- 2000 bis 2010: Verfahren gegen den Rüstungslobbyisten Karlheinz Schreiber wegen Bestechung, Beihilfe zur Untreue, gemeinschaftlichem Betrug und Steuerhinterziehung
- 2002: Mord an der 12-jährigen Vanessa Gilg aus Gersthofen[45]
- 2011: Polizistenmord in Augsburg 2011
- 2014: Ermittlungen und Sorgerechtsentzug wegen Kindesmisshandlung innerhalb der Glaubensgemeinschaft Zwölf Stämme
- 2014: Anklage gegen den Ex-Landtagsabgeordneten Georg Schmid, genannt „Schüttelschorsch“, wegen Sozialversicherungs-Betrug im Zusammenhang mit der Verwandtenaffäre im Bayerischen Landtag[46]

## Leiter der Staatsanwaltschaft Augsburg (Leitender Oberstaatsanwalt)
- bis 1994: Wilma Resenscheck
- 1994–1999: Jörg Hillinger
- 1999–2014: Reinhard Nemetz
- 2015–2024: Rolf Werlitz
- Seit März 2024: Thomas Weith[47]